# Kafia Kingi
Il Kafia Kingi (o Kafiya Kinji, in Sudan conosciuto anche con il nome arabo di Hofrat Al-Nuhas che significa "miniera di rame") è un villaggio con meno di 1 000 abitanti che è parte del Darfur Meridionale, ed è rivendicato dal Sudan del Sud come parte del governatorato del Bahr al-Ghazal Occidentale.
L'enclave è un territorio ricco di minerali al confine tra Sudan e Sudan del Sud. Essa fu già parte del Bahr al-Ghazal Occidentale quando il Sudan raggiunse l'indipendenza nel 1956, poi nel 1960 fu trasferito al Darfur, che a sua volta venne diviso nel 1974 in Darfur settentrionale e Darfur Meridionale.
Il Comprehensive Peace Agreement del 2005 ha stabilito che si torni ai confini del 1956. Se ciò verrà applicato il Kafia Kingi dovrà essere annesso alla provincia di Raja del governatorato del Bahr al-Ghazal Occidentale parte del Sudan del Sud.

## Corsi d'acqua
Bahr al-Arab; Adda; Umbelacha; Biki; Rikki